# Leszek Surma
Leszek Surma (ur. 23 kwietnia 1963 w Lublinie, zm. 20 grudnia 2020 w Świdniku) – polski duchowny rzymskokatolicki, kanonik honorowy Kapituły Archikatedralnej Lubelskiej, wieloletni dziennikarz i redaktor TVP, dyrektor programowy Katolickiego Radia Lublin, korespondent diecezjalny Katolickiej Agencji Informacyjnej.

## Życiorys
Urodził się 23 kwietnia 1963 roku w Lublinie. W 1983 roku wstąpił do Zakonu Braci Mniejszych Kapucynów. 3 czerwca 1990 roku przyjął święcenia kapłańskie w archikatedrze św. Jana Chrzciciela i św. Jana Ewangelisty w Lublinie. W 1994 roku został inkardynowany z Zakonu Braci Mniejszych Kapucynów do Archidiecezji Lubelskiej. W latach 1993–1996 pracował jako wikariusz w parafii św. Józefa w Lublinie. Był współzałożycielem Katolickiego Radia Lublin, w którym pełnił funkcję dyrektora programowego. Od 1996 roku związany był z lubelskim oddziałem Telewizji Polskiej.
Był autorem programów telewizyjnych o tematyce społeczno-religijnej (m.in. Przystanek Ziemia, Dziedzictwo), filmów dokumentalnych (m.in. Zabrakło gazu – prezentowany na III Międzynarodowym Festiwalu Filmowym „Żydowskie motywy” w 2006 roku i na 5. Międzynarodowym Festiwalu Filmów Dokumentalnych: Humanity in the World w Sztokholmie w 2007 roku, W Ojczyźnie Jezusa, Sanktuaria, Śladami Jezusa, Po 21:37), twórcą reportaży (m.in. Polskie święto w Kleve – nagroda główna w kategorii reportaż telewizyjny w Konkursie Dziennikarskim im. Wacława Białego „Czarno na Białym”, Europa dialogu, Spod znaku Rodła), komentatorem wydarzeń o charakterze religijnym (m.in. Prawosławna Pascha). Zrealizował cykl programów krajoznawczych Lubelskie z pasją oraz prowadził program turystyczny Lubelskie, smakuj życie. W latach 1993–2010 pełnił funkcję korespondenta diecezjalnego Katolickiej Agencji Informacyjnej.
Od 1 lipca 2014 roku pełnił posługę kapłańską jako proboszcz parafii pw. Chrystusa Odkupiciela w Świdniku.
Zmarł nagle 20 grudnia 2020 roku, w swoim mieszkaniu na plebanii w Świdniku. Uroczystości pogrzebowe odbyły się 23 grudnia w kościele pw. Chrystusa Odkupiciela w Świdniku. Przewodniczył im ks. abp Stanisław Budzik. Został pochowany na cmentarzu przy ul. Lipowej w Lublinie.

## Odznaczenia, wyróżnienia
- Medal Signum Universitatis (2015)[7]
- Angelus kultury medialnej (2015)[8]
- Odznaka Honorowa „Zasłużony dla Województwa Lubelskiego” (2015)[9]
- Medal „Zasłużony Kulturze Gloria Artis” (2020)[10]